# Лапин, Роман Никифорович
Роман Никифорович Лапин (9 декабря 1903 — 4 февраля 1991) — подполковник Советской Армии, участник Великой Отечественной войны, Герой Советского Союза (1945).

## Биография
Роман Лапин родился 26 ноября (9 декабря) 1903 год (по другим данным — 1901 года) в селе Варваровка Бирюченского уезда Воронежской губернии (ныне — Алексеевский район Белгородской области). Окончил начальную школу. В 1920 году Лапин был призван на службу в Рабоче-крестьянскую Красную Армию. Участвовал в боях Гражданской войны (Южный фронт, 465-й стрелковый полк 52-й стрелковой дивизии). В 1922 году окончил Симферопольские курсы красных командиров, а 1928 году Лапин — Киевскую пехотную школу. В 1937 году он был уволен в запас. В июне 1941 года Лапин повторно был призван в армию. В 1944 году он окончил ускоренные курсы при Военной академии имени Фрунзе. С августа того же года — на фронтах Великой Отечественной войны, командовал 685-м стрелковым полком 193-й стрелковой дивизии 65-й армии 2-го Белорусского фронта. Отличился во время освобождения Польши.
14-15 января 1945 года полк Лапина успешно прорвал мощную немецкую оборону на западном берегу Нарева в районе города Сероцка, после чего переправился через Вислу под Грудзёндзом и захватил плацдарм на его западном берегу. Также полк Лапина неоднократно отличался в боях за освобождение Гданьска, Щецина и Плоньска.
Указом Президиума Верховного Совета СССР от 29 июня 1945 года за «умелое командование стрелковым полком, образцовое выполнение боевых заданий командования на фронте борьбы с немецкими захватчиками и проявленные при этом мужество и героизм» подполковник Роман Лапин был удостоен высокого звания Героя Советского Союза с вручением ордена Ленина и медали «Золотая Звезда» за номером 4952.
В 1947 году Лапин был уволен в запас. Проживал в городе Новый Оскол, заведовал горкомхозом, затем руководил горсоветом. Умер 4 февраля 1991 года, похоронен на Центральном кладбище Нового Оскола.
Был также награждён орденом Октябрьской Революции, тремя орденами Красного Знамени, орденами Суворова 3-й степени и Отечественной войны 1-й степени, рядом медалей и иностранных наград.